# العلاقات اليابانية اليمنية
العلاقات اليابانية اليمنية هي العلاقات الثنائية التي تجمع بين اليابان واليمن.

## مقارنة بين البلدين
هذه مقارنة عامة ومرجعية للدولتين:
| وجه المقارنة                                              | اليابان         | اليمن                   |
| --------------------------------------------------------- | --------------- | ----------------------- |
| المساحة (كم2)                                             | 377.97 ألف      | 555.00 ألف              |
| عدد السكان (نسمة)                                         | 126.79 مليون    | 28.25 مليون             |
| الكثافة السكانية (ن./كم²)                                 | 335.45          | 50.9                    |
| العاصمة                                                   | طوكيو           | صنعاء عدن (عاصمة مؤقتة) |
| اللغة الرسمية                                             | اللغة اليابانية | اللغة العربية           |
| العملة                                                    | ين ياباني       | ريال يمني               |
| الناتج المحلي الإجمالي (بليون دولار)                      | 4.87 تريليون    | 18.21 مليار             |
| الناتج المحلي الإجمالي (تعادل القوة الشرائية) بليون دولار | 5.18 تريليون    | 75.69 مليار             |
| الناتج المحلي الإجمالي الاسمي للفرد دولار أمريكي          | 34.52 ألف       | 1.41 ألف                |
| الناتج المحلي الإجمالي للفرد دولار أمريكي                 | 36.62 ألف       |                         |
| مؤشر التنمية البشرية                                      | 0.903           | 0.498                   |
| رمز المكالمات الدولي                                      | +81             | +967                    |
| رمز الإنترنت                                              | .jp             | .ye                     |
| المنطقة الزمنية                                           | توقيت اليابان   | ت ع م+03:00             |

## منظمات دولية مشتركة
يشترك البلدان في عضوية مجموعة من المنظمات الدولية، منها:
| علم المنظمة | اسم المنظمة                               | تاريخ انضمام اليابان | تاريخ انضمام اليمن |
| ----------- | ----------------------------------------- | -------------------- | ------------------ |
|             | مؤسسة التنمية الدولية                     | 27 ديسمبر 1960       | 22 مايو 1970       |
|             | الأمم المتحدة                             | 18 ديسمبر 1956       | 30 سبتمبر 1947     |
|             | منظمة الشرطة الجنائية الدولية             | ?                    | ?                  |
|             | المركز الدولي لتسوية المنازعات الاستشارية | 16 سبتمبر 1967       | 20 نوفمبر 2004     |
|             | الاتحاد الدولي للاتصالات                  | 29 يناير 1879        | 1931               |
|             | البنك الدولي للإنشاء والتعمير             | 13 أغسطس 1952        | 3 أكتوبر 1969      |
|             | الاتحاد البريدي العالمي                   | ?                    | ?                  |
|             | منظمة حظر الأسلحة الكيميائية              | ?                    | ?                  |
|             | مؤسسة التمويل الدولية                     | 20 يوليو 1956        | 22 مايو 1970       |
|             | وكالة ضمان الاستثمار متعدد الأطراف        | 12 أبريل 1988        | 12 مارس 1996       |
|             | يونسكو                                    | 2 يوليو 1951         | 2 أبريل 1962       |

## وصلات خارجية
- موقع وزارة الخارجية اليابانية